# Conquista d'Oeste
Conquista d'Oeste is een gemeente in de Braziliaanse deelstaat Mato Grosso. De gemeente telt 3.289 inwoners (schatting 2009).